# 호세 이글레시아스 페르난데스
호세 이글레시아스 페르난데스(스페인어: José Iglesias Fernández; 1926년 12월 23일, 카스티야 이 레온 지방 사모라 ~ 2007년 7월 12일, 안달루시아 지방 그라나다)는 줄여서 호세이토(스페인어: Joseíto)로도 알려진 스페인의 전 축구 최우측 공격수이자 감독이었다.